# Odontosyllis dugesiana
Odontosyllis dugesiana är en ringmaskart som beskrevs av Jean Louis René Antoine Édouard Claparède 1864. Odontosyllis dugesiana ingår i släktet Odontosyllis och familjen Syllidae. Inga underarter finns listade i Catalogue of Life.